# Hà Nội (tỉnh)

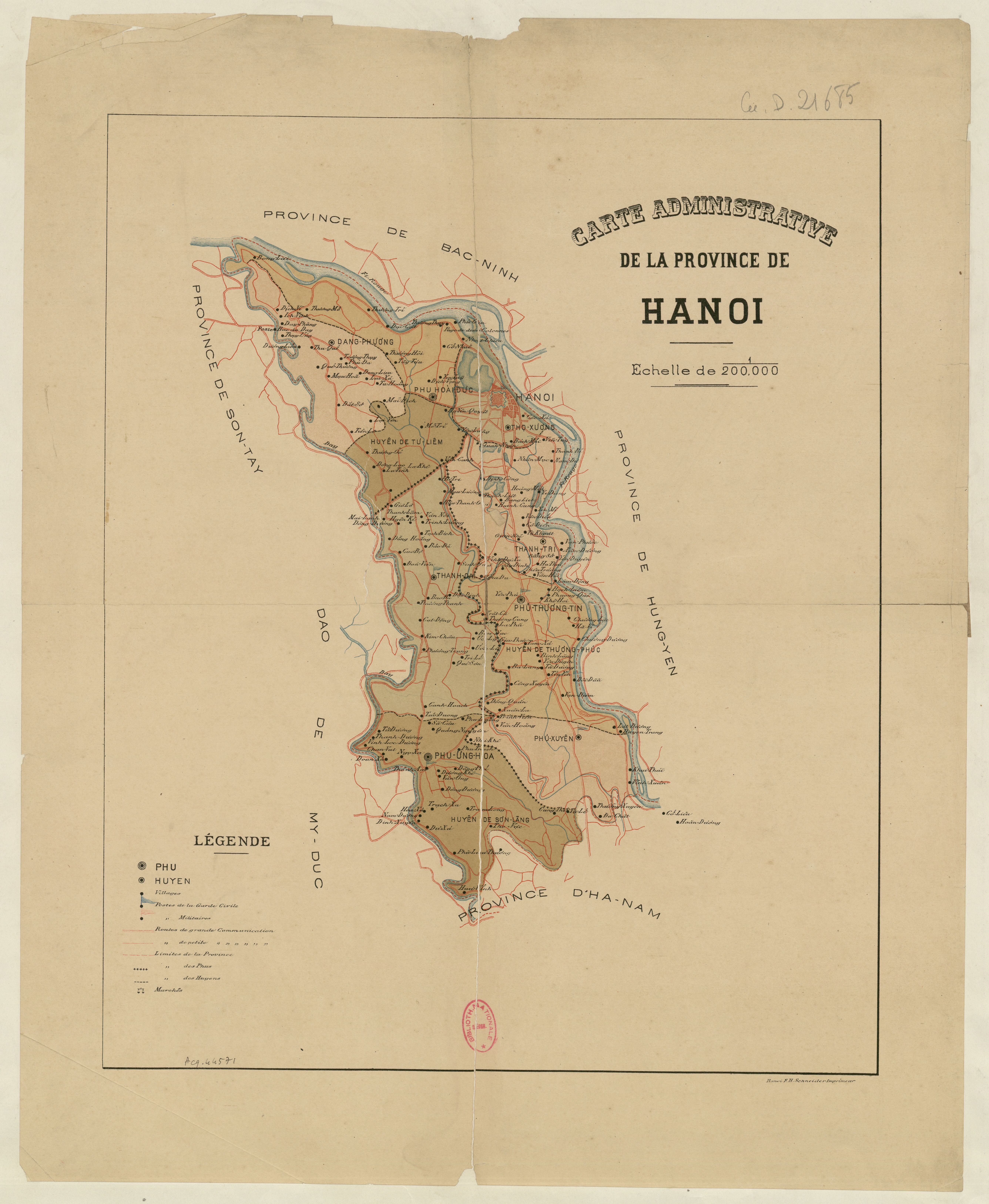
Bản đồ tỉnh Hà Nội năm 1891

Tỉnh Hà Nội là một tỉnh cũ của Việt Nam vào nửa cuối thế kỷ 19. Năm 1831, vua Minh Mạng lập ra tỉnh Hà Nội. Đây là một trong số 13 tỉnh được thành lập sớm nhất ở Bắc Kỳ.

## Địa lý
Tỉnh Hà Nội có vị trí địa lý:
- Phía đông giáp giang phận Nhị Hà qua hai huyện Đông Yên và Kim Động, tỉnh Hưng Yên
- Phía tây giáp địa phận ba huyện Đan Phượng, Yên Sơn, Mỹ Lương thuộc tỉnh Sơn Tây
- Phía nam giáp địa phận bốn huyện Mỹ Lộc, Vụ Bản, Ý Yên, Thượng Nguyên thuộc tỉnh Nam Định và phủ Nho Quan thuộc tỉnh Ninh Bình
- Phía bắc giáp huyện Yên Lãng thuộc tỉnh Sơn Tây và giang phận Nhị Hà qua ba huyện Đông Ngàn, Gia Lâm và Văn Giang của tỉnh Bắc Ninh.

Tổng diện tích đất ruộng là 393.914 km2. Đông-Tây cách nhau hơn 90 dặm, Nam-Bắc cách nhau 113 dặm 120 trượng.

## Lịch sử
Thời thuộc Hán Tùy là quận Giao Chỉ; thuộc nhà Đường là phủ An Nam đô hộ, phủ trị đóng ở thành Tống Bình, thường gọi là thành Đại La (trước khi Trương Bá Nghi đắp sửa La Thành năm 767).
Lý Thái Tổ sau khi lên ngôi chỉ đóng đô ở Hoa Lư mấy tháng, đến đầu năm Thuận Thiên 1 (1010) xuống chiếu chọn thành Đại La đặt Kinh đô mới, đổi tên là thành Thăng Long; đặt phủ Ứng Thiên thống nhiếp các vùng phụ trách Hoàng thành. Năm 1010 đổi phủ Ứng Thiên làm Nam Kinh.
Đời nhà Trần đổi làm phủ Đông Đô, thuộc lộ Đông Đô (gồm phủ Đông Đô và huyện Từ Liêm).
Thời thuộc nhà Minh hay Bắc thuộc lần 4 (1407-1427) là đất huyện Đông Quan (và các vùng lân cận).
Đời Lê Thái Tổ, năm Thuận Thiên thứ 3 (1430) đổi Đông Quan làm Đông Kinh, còn gọi là Trung Đô.
Đời Lê Thánh Tông năm Quang Thuận thứ 10 (1469) chia vùng phụ trách hoàng thành gồm 36 phường làm 2 huyện Vĩnh Xương và Quảng Đức thuộc phủ Phụng Thiên.
Thời Tây Sơn, Quang Trung dự tính xây Kinh đô mới ở Nghệ An, gọi Thăng Long là Bắc Thành.
Triều Nguyễn, năm Gia Long thứ 1 (1802) đặt chức Bắc Thành tổng trấn, cai quản cả 11 trấn ở miền Bắc. Năm thứ 4 (1805) đổi huyện Quảng Đức làm Vĩnh Thuận, đổi phủ Phụng Thiên làm phủ Hoài Đức (gồm 2 huyện) thuộc Bắc Thành.
Năm Minh Mệnh thứ 12 (1831) tách huyện Từ Liêm thuộc phủ Quốc Oai nhập vào phủ Hoài Đức; lại tách các phủ Ứng Hòa (tức phủ Ứng Thiên, đổi tên năm 1814), Lý Nhân và Thường Tín thuộc trấn Sơn Nam, gộp vào phủ Hoài Đức thành một tỉnh gọi là tỉnh Hà Nội (gồm 4 phủ, 15 huyện) như khi mới thành lập.
Tỉnh Hà Nội thời Đồng Khánh gồm phần lớn các quận huyện nằm bên hữu ngạn sông Hồng của thành phố Hà Nội ngày nay (trừ thị xã Sơn Tây và các huyện Ba Vì, Phúc Thọ, Quốc Oai và Thạch Thất khi đó thuộc tỉnh Sơn Tây) và toàn bộ tỉnh Hà Nam ngày nay.
Tỉnh Hà Nội lúc đó có tỉnh lỵ là thành Thăng Long cũ, gồm có 4 phủ: 
- Phủ Hoài Đức: kinh thành Thăng Long cũ và huyện Từ Liêm thuộc phủ Quốc Oai của tỉnh Sơn Tây),
- Phủ Ứng Hòa: có 4 huyện Chương Đức (sau đổi là Chương Mỹ), Hoài An, Sơn Minh và Thanh Oai
- Phủ Lý Nhân có 5 huyện Bình Lục, Duy Tiên, Kim Bảng, Nam Xương và Thanh Liêm
- Phủ Thường Tín có 3 huyện Phú Xuyên, Thanh Trì và Thượng Phúc.

Tổng cộng tỉnh Hà Nội có 15 huyện thuộc 4 phủ trên.
Vào thời kỳ 1838-1840, phủ Hoài Đức gồm 2 huyện: Thọ Xương và Vĩnh Thuận. Huyện Thọ Xương có 8 tổng, 116 phường thôn. Huyện Vĩnh Thuận có 5 tổng, 27 phường thôn. Số dân là 52.335 người.
Sau hiệp ước Patenôtre, Tổng thống Pháp ra sắc lệnh thành lập thành phố Hà Nội, ngày 1 tháng 10 năm 1888, vua Đồng Khánh ra đạo dụ nhượng hẳn cho Pháp thành Hà Nội, huyện Đan Phượng thuộc phủ Quốc Oai, tỉnh Sơn Tây, được nhập vào phủ Hoài Đức.
Năm 1890, phủ Lý Nhân của tỉnh Hà Nội được tách ra để lập tỉnh Hà Nam.
Ngày 26 tháng 12 năm 1896 tỉnh Hà Nội (phần còn lại) chuyển tỉnh lỵ về Cầu Đơ (nay là quận Hà Đông) và đến ngày 3 tháng 5 năm 1902 thì đổi tên thành tỉnh Cầu Đơ, đổi huyện Thọ Xương và Vĩnh Thuận làm huyện Hoàn Long. Năm 1904 tỉnh Cầu Đơ đổi tên thành tỉnh Hà Đông.

## Dân cư
Theo Đồng Khánh địa dư chí, tỉnh Hà Nội có 56.748 dân đinh, trong đó binh đinh là 5.822 người. Cũng theo Đồng Khánh địa dư chí thì:
| “ | Dân lương nhiều, dân đạo ít. Phong tục tập quán của sĩ dân thì hai phủ miền dưới là Ứng Hòa, Lý Nhân phần nhiều chất phác, ít chuộng văn hoa. Duy các huyện Thanh Oai, Nam Xương phần nhiều bướng bỉnh điêu bạc. Hai phủ phía trên là Hoài Đức, Thường Tín phần nhiều hào hoa phù phiếm. Hai huyện Từ Liêm, Phú Xuyên rải rác có những người dân hung hãn. Dân các mặt phố thuộc hai huyện Thọ Xương, Vĩnh Thuận xung quanh tỉnh thành thì thói tục chuộng xa hoa quá đáng. | ” |